# Konstanty Wiśniowiecki (1564-1641)
Konstanty Wiśniowiecki (1564-1641), membre de la noble famille Wiśniowiecki, voïvode de Belz (1636), de Ruthenie (1638), staroste de Czerkasy et Kamieniec.

## Biographie
Konstanty Wiśniowiecki est le fils de Konstanty Wiśniowiecki (pl) et de Anna Elżbieta Świerszcz

## Mariages et descendance
Il se marie à quatre reprises :
- Anna Zahorowska (pl) qui lui donne pour enfants :
  - Janusz (pl) (1599-1636), grand écuyer de la Couronne, staroste de Kremenets,
  - Marianna, épouse de Jakub Sobieski,
  - Helena, épouse de Stanisław Łubieński

- Urszula Mniszchówna (pl) qui lui donne pour enfants :
  - Jerzy, staroste kamionacki,
  - Aleksander,
  - Teofila épouse de Piotr Szyszkowski

- Katarzyna Korniaktówna (pl)

- Krystyna Strusiówna (pl)